# Piano piano... m'innamorai di te
Piano piano... m'innamorai di te è il secondo album del gruppo musicale italiano Collage, pubblicato nel 1977.
Dal disco viene tratto il singolo Piano piano... m'innamorai di te/Io.

## Tracce
1. Piano piano... m'innamorai di te 4:20
2. L'istinto 3:04
3. Tu dolcemente mia 3:11
4. Oh Dio mio no! 2:43
5. Nel sole, nel cielo, nell'amore 3:58
6. L'amore 3:00
7. Io 3:57
8. Troppo bella 3:34
9. Proprio per te Maria 2:50
10. Dormi amore 3:22